# Nachodka (stacja kolejowa)
Nachodka (ros: Станция Находка) – stacja kolejowa w Nachodce, w Kraju Nadmorskim, w Rosji. Stacja została otwarta w 1935. Jest położona 9425 km na wschód od Moskwy. Jest węzłem kolejowym na liniach Mys Astafiewa-Nachodka i Ugłowaja-Nachodka